# ロス・マケルウィー
ロス・マケルウィー（Ross McElwee、1947年7月21日 - ）は、アメリカ合衆国のドキュメンタリー映画監督・撮影技師・ ハーバード大学教授。彼の作品は、自分の家族や私生活に関する自伝映画や、旅にまつわる映画が多い。

## 略歴
1970年にブラウン大学を卒業し、2007年にフルフレーム・ドキュメンタリー映画祭でCareer Awardを受賞。

## 監督作品
- Bright Leaves (2003)
- Six O'Clock News (1997)
- Time Indefinite (1993)
- Past Imperfect (1991) (TV)
- Something to Do with the Wall (1991)
- Sherman's March (1986)
- Backyard (1984)
- Resident Exile (1981)
- Charleen (1980)
- Space Coast (1979)
- 68 Albany Street (1976)
- 20,000 Missing Persons (1974)